# Ilhéu Chão
El Ilhéu Chão (español: Islote de Chão, Islote plano) es la más septentrional de las Islas Desertas en el archipiélago portugués de Madeira en el océano Atlántico. El islote consiste en una meseta, con la parte superior tiene una altitud de cerca de 98 m s. n. m. a casi toda su longitud, de origen volcánico, que es también visible en los tonos rojizo y amarillento de sus terrenos, extendidos por capas muy definidas que son atravesadas por las venas de basalto.